# Kevin Rudolf

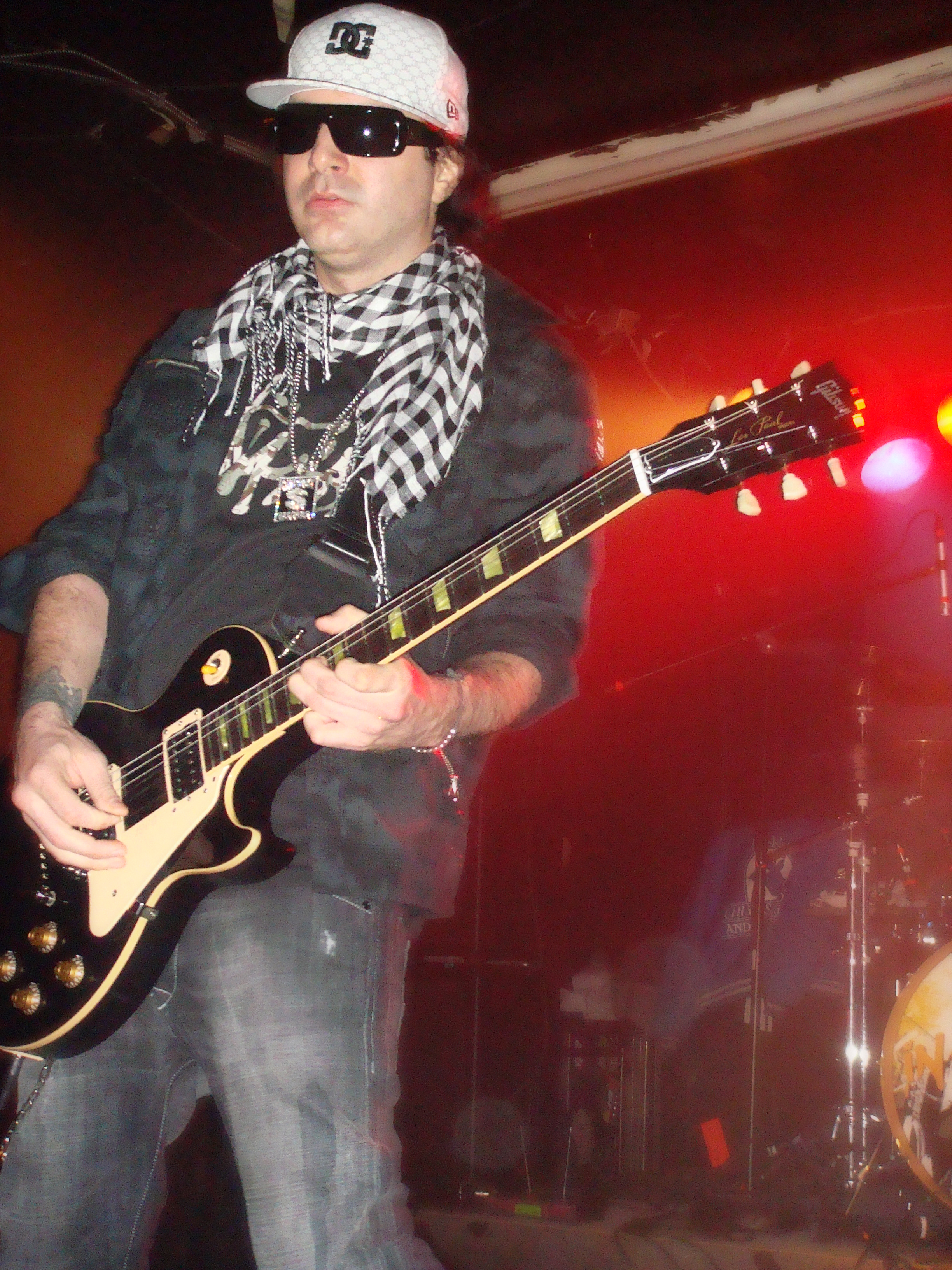
Kevin Rudolf

Kevin Rudolf, född 17 februari 1983 i New York, är en amerikansk singer/songwriter.
2008 släppte Rudolf debutsingeln Let It Rock som Lil Wayne medverkade på. Därefter kom hans stora hitsingel " I Made It" med Lil Wayne, Birdman och Jay Sean, denna låt var känd som WWE:s Wrestlemania 26 temalåt. Han har också är varit i toppen på Billbong top 100 listan. "I Made It" gav inspiration till Jay Sean och Lil Wayne. Lil Wayne skapade hiten "Drop The World". Eminem och Jay Sean skapade "Down" åt Lil Wayne.